# Ernst Krenek

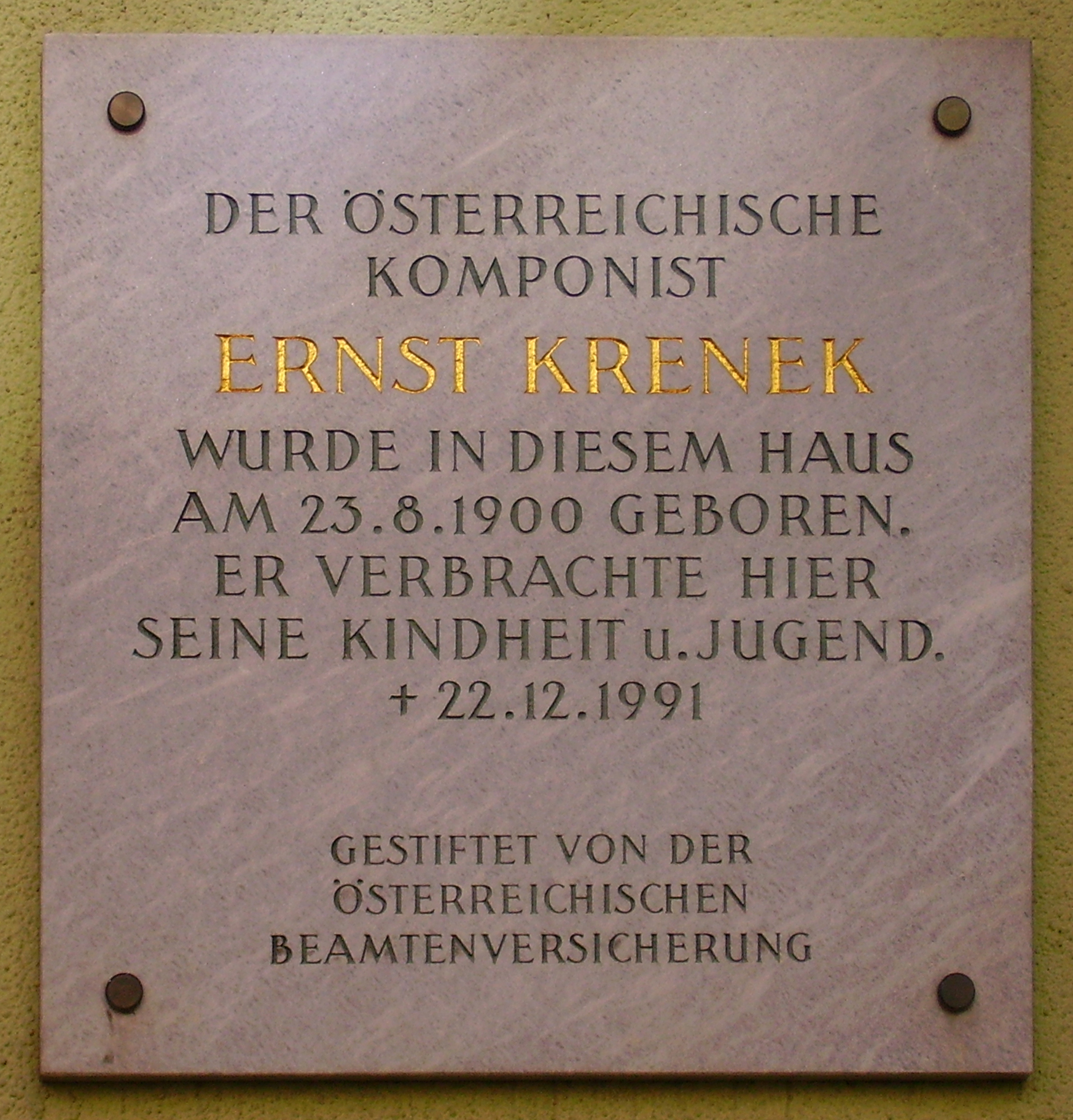
Emléktábla Krenek szülőházán (Wien-Währing, Argauergasse 3)

Ernst Krenek, Ernst Křenek (Bécs, 1900. augusztus 23. – Palm Springs, 1991. december 22.) cseh származású  osztrák, majd  amerikai  zeneszerző. A 20. századot átfogó élete alatt stílusa a késő romantikától a szerializmusig terjedő ívet járta be. 
Legismertebb, de nem fő műve a Jonny spielt auf (Lipcse, 1927. február 12., Húzd rá, Jonny! Városi Színház, 1928. március 20.) című dzsesszopera a hitleri Németországban témaválasztása és zenéje miatt az Entartete Musik szimbólumává vált.

## Életpályája
A zsidó származású Emanuele és Ernst Krenek házaspár egyetlen gyermeke, akik nem sokkal az ifjabb Ernst születése előtt települtek Csehországból Bécsbe. Hatéves korában kezdte zenei tanulmányait, komponálni is még gyermekként kezdett.

## Házastársai
Anna Mahler (1924–1925), Gladys Nordenstrom (1950–1991)

## Főbb művei
- Jonny spielt auf
- Der Diktator
- Karl V. (1933)

## Emlékezete
Nevét őrzi az Ernst Krenek-díj.